# Фёрстеровский перенос энергии
Фёрстеровский перенос энергии иначе диполь-дипольный перенос энергии; флуоресцентный резонансный перенос энергии; индуктивно-резонансный перенос энергии (англ. Förster resonance energy transfer, сокр., FRET; RET) — механизм переноса энергии между двумя хромофорами (от донора к акцептору), который происходит без промежуточного испускания фотонов и является результатом диполь-дипольного взаимодействия между донором и акцептором.

## Описание
Данное явление носит имя немецкого физика Теодора Фёрстера. Он в своей статье 1948 года проанализировал имеющиеся к тому моменту экспериментальные данные, связанные с явлением деполяризации флуоресценции, и предположил существование переноса энергии электронного возбуждения между молекулами. К оказавшим влияние на развитие теории и применения FRET, причисляют таких людей как Теодор Фёрстер, Грегорио Вебер, Исак Стейнберг, Люберг Стриер, Людвиг Бренд.
Безызлучательный перенос энергии происходит от донора, находящегося в возбуждённом состоянии, на акцептор через диполь-дипольное взаимодействие. Характерной чертой данного процесса является тушение флуоресценции донора и возникновение более длинноволновой флуоресценции акцептора. Скорость этого процесса зависит от расстояния между объектами (убывает как r−6), что позволяет измерять дистанцию как между двумя молекулами, так и между метками в одной макромолекуле. Эффективное расстояние, на котором скорость перехода составляет 50 % от максимума, называют фёрстеровским радиусом. Для большинства систем его величина составляет 20—50 Å.
Скорость переноса также зависит от степени перекрывания спектров испускания донора и поглощения акцептора, от взаимной ориентации диполей донора и акцептора и от времени жизни возбуждённого состояния донора в отсутствие акцептора.
Эффективность переноса энергии (или отношение числа событий переноса энергии к числу событий возбуждения донора) напрямую связана со скоростью переноса и имеет такую же зависимость от расстояния между объектами (убывает как r−6).
Явление переноса энергии позволяет изучать строение макромолекул, оценивать межмолекулярные взаимодействия и скорости биохимических реакций. Оно активно используется в биохимии, молекулярной биологии, биотехнологии и медицине.